# Paul de l'Obnora

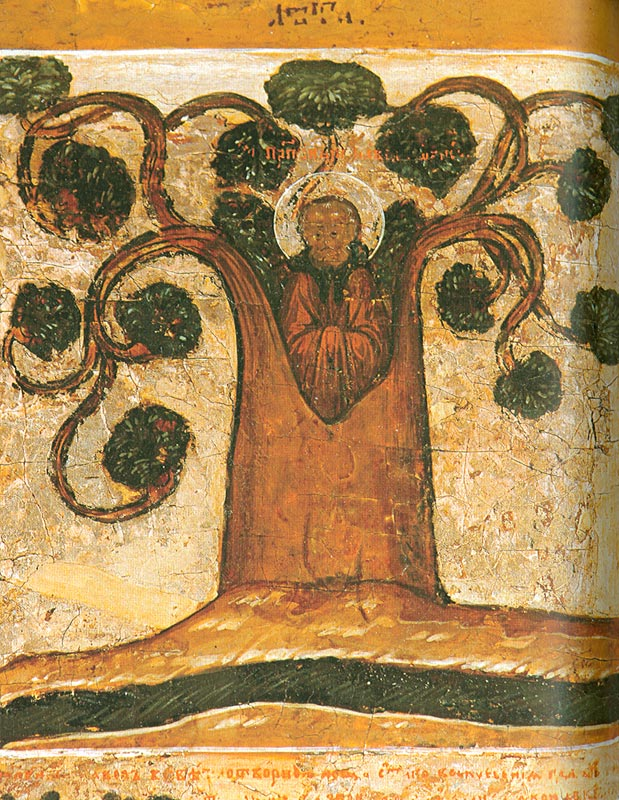
Paul de l'Obnora méditant au creux d'un tilleul

Paul de l’Obnora (Павел Обнорский, Pavel Obnorski) ou Paul de Komel (1317 † 1425), est un moine et ascète russe.

## Biographie
Né à Moscou, disciple de saint Serge de Radonège, il mena une vie d’isolement, quittant plusieurs fois de suite son monastère en quête de lieux plus isolés, dans une cellule à l’écart ou au creux d’un tilleul, et se retira seul dans la forêt de Komel, non loin de Vologda. Il fonda en 1389 un monastère sur les bords de la rivière Obnora, l’actuel monastère Saint-Paul de l’Obnora ; renonçant à l’isolement de l’érémitisme, il édicte même une règle pour son monastère.
Il rend son âme à Dieu le 10 janvier 1425. Une Vie de Paul de l’Obnora a été écrite en sa mémoire en 1546 et est la principale source d'information sur le saint. Canonisé au cours de l'assemblée de Saint-Macaire en 1457, il est fêté dans le calendrier orthodoxe le 10 janvier. Ses reliques sont conservées dans l’église Saint-Serge-de-Radonège à l’intérieur de son monastère et sont transférées dans une châsse argentée en 1878. Elle est ouverte le 26 septembre 1920 par les autorités bolchéviques. Ses restes reposent actuellement dans une chapelle en bois de son monastère Saint-Paul de l’Obnora.

## Sources
SINICYNA Nina V, « Les types de monastères en Russie et l’idéal ascétique russe (XVe – XVIIe siècles) », in Moines et monastères dans les sociétés de rite grec et latin, éd. par Jean-Loup Lemaître, Michel Dmitriev et Pierre Gonneau, École Pratique des Hautes Etudes, Ive section, sciences historiques et philologiques, V, Hautes études médiévales et modernes, 76, Genève, Droz, 1996, p11-36